# Grecav
La Grecav Auto Srl è stata un'azienda metalmeccanica fondata nel 1964 a Gonzaga, in provincia di Mantova, che produceva minicar e componenti per macchine agricole. Nel 2013 è stata dichiarata fallita dal tribunale di Mantova.

## Storia
L'azienda venne fondata nel 1964 dal Cav. Bruno Grespan attraverso la fusione di due società: la Fratelli Grespan S.n.c., fondata nel 1956 e specializzata in lavorazione di lamiere e carrozzerie industriali, e la Cavalletti S.n.c., fondata nel 1922 e specializzata in componentistica meccanica. Nel 1991 Grecav perfezionò l'acquisizione della BMA, un'azienda produttrice di vetturette a tre ruote. Negli anni successivi vennero progettati e prodotti veicoli a tre e quattro ruote, seguiti nel 2000 dal lancio della EKE: una microcar guidabile previo conseguimento della patente AM dai 14 anni.
Nel 2012 l'azienda è stata dichiarata fallita dal tribunale di Mantova; successivamente il fallimento è stato revocato ma nel 2013 viene dichiarata nuovamente fallita e i beni (materiali e immateriali comprensivi di marchio) messi all'asta.
Una parte dei lavoratori è stato ricollocato grazie all'affitto di ramo d'azienda

## Grecav Eke

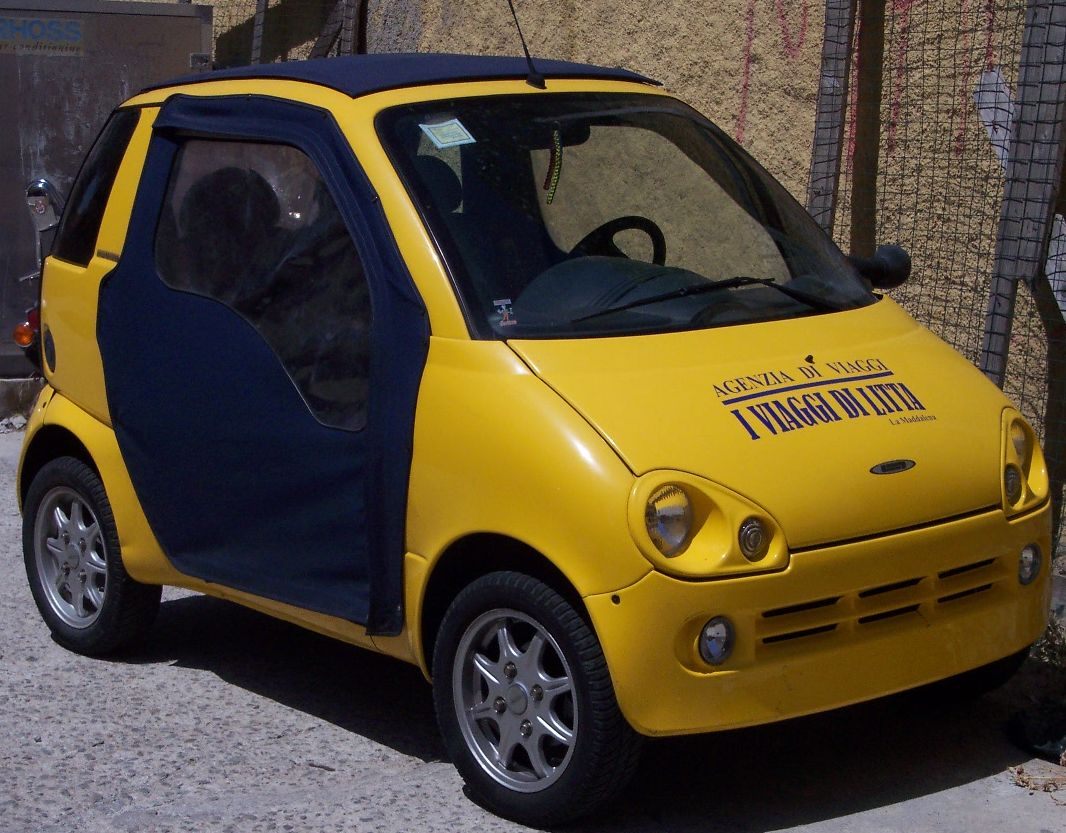
Una Grecav EKE

Il modello Eke, nato nel 2000 come berlina, è divenuto il punto di partenza di una gamma che comprendeva anche la versione Pick-up, la versione Station-Wagon e la versione Van. In esclusiva per Piaggio, inoltre, Grecav ha prodotto la versione “PK 500”, derivata dalla versione EKE Pick-up. L'intera gamma è stata oggetto di restyling nel 2005, cambiando il nome in Eke Stile.
La vettura era equipaggiata con un motore diesel bicilindrico Lombardini da 505 cm³, a 4 kW di potenza, che raggiungeva i 45 km/h. Le dimensioni del modello berlina erano 2.590 mm di lunghezza, 1.378 mm di larghezza e 1.470 mm di altezza. La carrozzeria di Eke era in alluminio. Nel 2009 la Eke è stata sostituita dalla Sonique.